# دافون للطاقة
شركة دافون للطاقة هي شركة تعمل في تنقيب عن النفط في الولايات المتحدة الأمريكية. تم تنظيمها في ولاية ديلاوير ومقرها في مركز ديفون للطاقة الرئيسي المؤلف من 50 طابقًا في أوكلاهوما سيتي، أوكلاهوما. عملياتها موجودة في بارانيت شال وستاك فورميشن في أوكلاهوما وديلاوير ياسين وياريت وايجل فورد جروب ورومي مونتين.
احتلت الشركة المرتبة 297 على قائمة فورتشن 500.

## نشاط سياسي
ساهمت ديفون بأكثر من مليون دولار في كل من 3 دورات الانتخابات الأميركية الأخيرة، بالكامل تقريبا إلى المنظمات والأفراد ينتمون إلى الحزب الجمهوري. في عام 2016، ساهمت الشركة بمبلغ 750.000 دولار أمريكي في صندوق قيادة مجلس الشيوخ، والذي يهدف إلى حماية الأغلبية الجمهورية في مجلس الشيوخ الأمريكي. كما قدمت 500 ألف دولار لصندوق قيادة الكونغرس، الذي يهدف إلى حماية الأغلبية الجمهورية في مجلس النواب بالولايات المتحدة.
ولوحظ أن لديفون ولوبياتها علاقات وثيقة مع المسؤولين الحكوميين. في عام 2014، كشف تحقيق أجرته صحيفة نيويورك تايمز أن خطابًا من ثلاث صفحات وقعه سكوت برويت، النائب العام في أوكلاهوما، إلى وكالة حماية البيئة بالولايات المتحدة يدعو إلى تخفيف القوانين المتعلقة بالكسر الهيدروليكي، قد كتب بالفعل جماعات الضغط لديفون الطاقة وليس برويت.
في عام 2015، تم تقديم قرار للمساهمين كان سيطلب من الشركة الكشف عن نشاط الضغط الخاص بها ضد اللوائح لمنع تغير المناخ. تلقى القرار أصوات تأييد بنسبة 20٪ تقريبًا من المساهمين.

## عمليات الاستحواذ
في عام 1996 استحوذت على شركة «هوندو أويل أند غس» مقابل 122 مليون دولار، كما قامت بعمليات استحواذ أخرى في التسعينيات مثل الاستحواذ على شركة «نورث ستار إنرجي» وصفقة الاستحواذ على شركة «بينز إنرجي» التي تمت عام 199 مقابل 2.2 مليار دولار. من بين عمليات الاستحواذ الأخرى البارزة: الاستحواذ على «أوشن إنرجي» التي تعمل في خليج المكسيك.

## روابط خارجية
- الموقع الرسمي